# Athelia tenuispora
Athelia tenuispora ist eine Ständerpilzart aus der Familie der Gewebehautverwandten (Atheliaceae). Sie bildet resupinate, weiße und schimmelteppichartige Fruchtkörper auf Koniferen und Laubbäumen aus. Die bekannte Verbreitung der Art umfasst mit Eurasien und Nordamerika ein holarktisches Areal.

## Merkmale

### Makroskopische Merkmale
Athelia tenuispora bildet wie alle Arten aus der Gattung der Gewebehäute (Athelia) weißliche bis cremefarbene, dünne Fruchtkörper mit glattem Hymenium und unscheinbarem bis faserigem Ränder aus. Sie sind resupinat, das heißt direkt auf dem Substrat anliegend, und lassen sich leicht von diesem ablösen.

### Mikroskopische Merkmale
Athelia tenuispora besitzt eine für Gewebehäute typische monomitisch Hyphenstruktur, das heißt, sie weist lediglich generative Hyphen auf, die dem Wachstum des Fruchtkörpers dienen. Die Hyphen sind hyalin und dünnwandig bis basal leicht dickwandig. Sie besitzen nur basal gelegentlich Schnallen und sind 4–7 µm breit sowie rechtwinklig verzweigt. Die Art verfügt nicht über Zystiden. Ihre Basidien sind hyalin, breit keulenförmig, 16–18 × 6,5–7,5 µm groß und wachsen büschelig. An der Basis sind sie einfach septiert, sie besitzen vier, selten zwei Sterigmata. Die Sporen des Pilzes sind länglich ellipsoid geformt, 8–10 × 3,5–4 µm groß, glatt und dünnwandig sowie hyalin. Sie besitzen einen deutlichen Fortsatz.

## Verbreitung
Die bekannte Verbreitung von Athelia tenuispora umfasst mit dem nördlichen Europa, der ehemaligen UdSSR, Kanada und den Vereinigten Staaten weite Teile der Holarktis.

## Ökologie
Athelia tenuispora ist ein Saprobiont, der Nadel- und Laubbäume befällt. Substrate sind unter anderem Balsam-Tanne (Abies balsamea), Hänge-Birke (Betula pendula) sowie Sal-Weide (Salix caprea).